# Rivulophilus continentis
Rivulophilus continentis là một loài Trichoptera trong họ Limnephilidae. Chúng phân bố ở miền Cổ bắc.